# 貝拉·索恩
安娜“貝拉”·艾芙莉·索恩（英語：Annabella Avery "Bella" Thorne，1997年10月8日—），是一名美國女演員、歌手、作曲家、模特兒、成人片導演和作家。其著名作品為《我與我為敵》、《三棲大丈夫》以及《舞動青春》。同時亦於電影《當我們混在一起》以及《亞歷山大衰到家》中亮相。

## 早年生活
貝拉·索恩在1997年10月8日生於佛羅里達州彭布羅克派恩斯，她在家中排行老么，其兄姐們也同樣為演藝人員。 其父親有著古巴的血統，同時索恩亦表示自己有著義大利與愛爾蘭的血統。

## 事業

### 2003–09年：《黑家家族》與《我與我為敵》

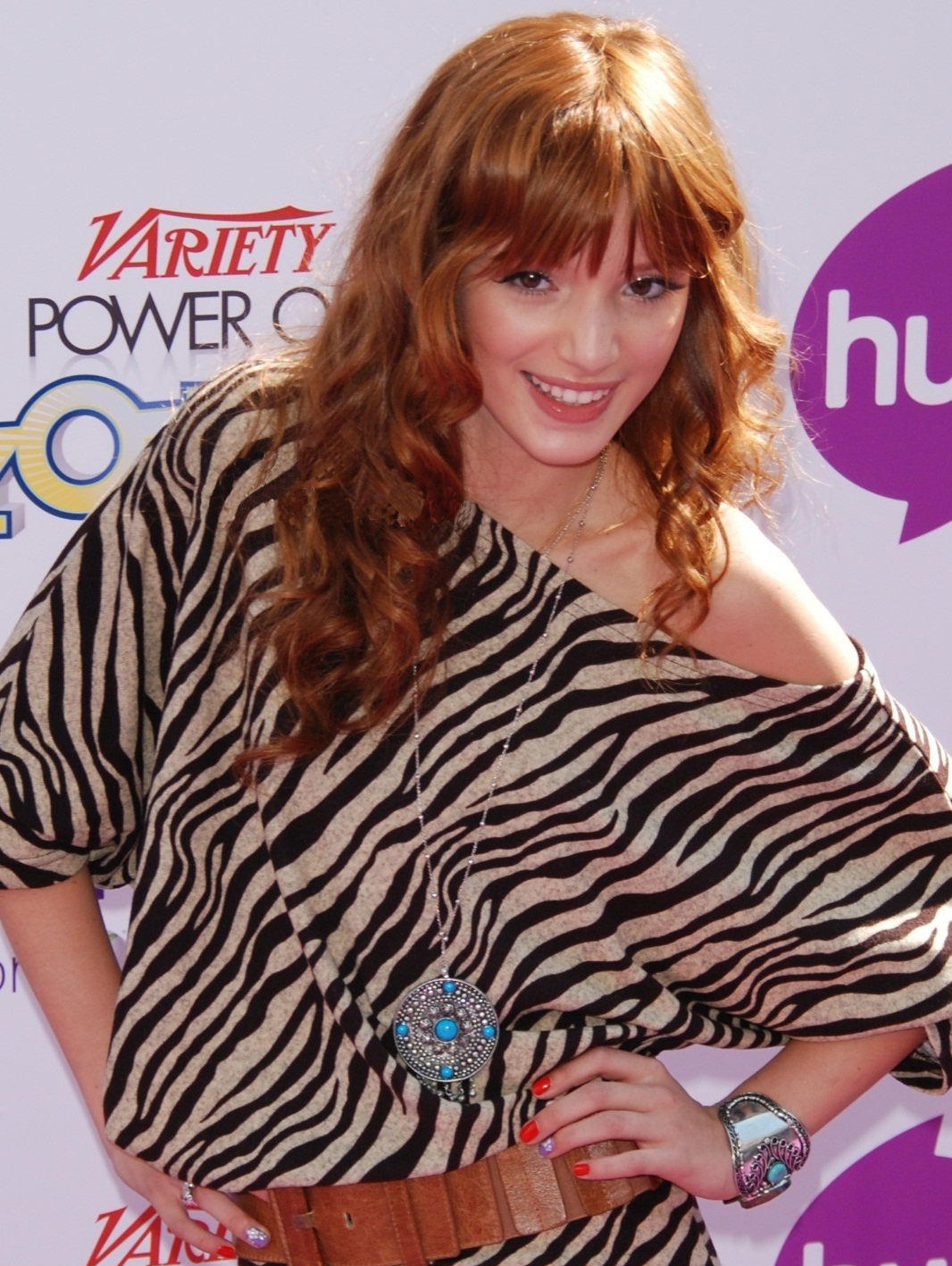
攝於2010年

索恩的第一部作品為2003年電影《當我們黏在一起》，劇中她飾演一名粉絲。後來她也在影集《我家也有大明星》以及《橘郡風雲》中亮相。2007年，索恩在ABC影集《黑金家族》第二季中擔任常設演員，這是她的第一次出演重要角色。 2008年，索恩與克利斯汀·史萊特以及泰勒·洛納演出NBC的影集《我與我為敵》，雖然該劇遭到取消，但索恩因該劇的演出，獲得了第30屆青年藝術家獎最佳女配角獎；索恩表示該劇為她的演藝生涯上的一大突破，因這是她第一次在戲劇中擔任主要角色。同年，索恩於ABC影集《十月之路》倒數第三集中登場，其哥哥瑞米（Remy）亦於該劇客串演出。
2009年，索恩於《神探阿蒙》衍生網路劇《小神探阿蒙》中飾演阿蒙的同學溫蒂。同年，索恩參演了恐怖電影《勿忘我》。 此外，索恩亦於家庭電影《覆盆子魔術》中擔任配角，該電影在2010年於Cinequest電影節及舊金山國際亞裔媒體中心電影節首映。

### 2010–13：《三棲大丈夫》與《舞動青春》

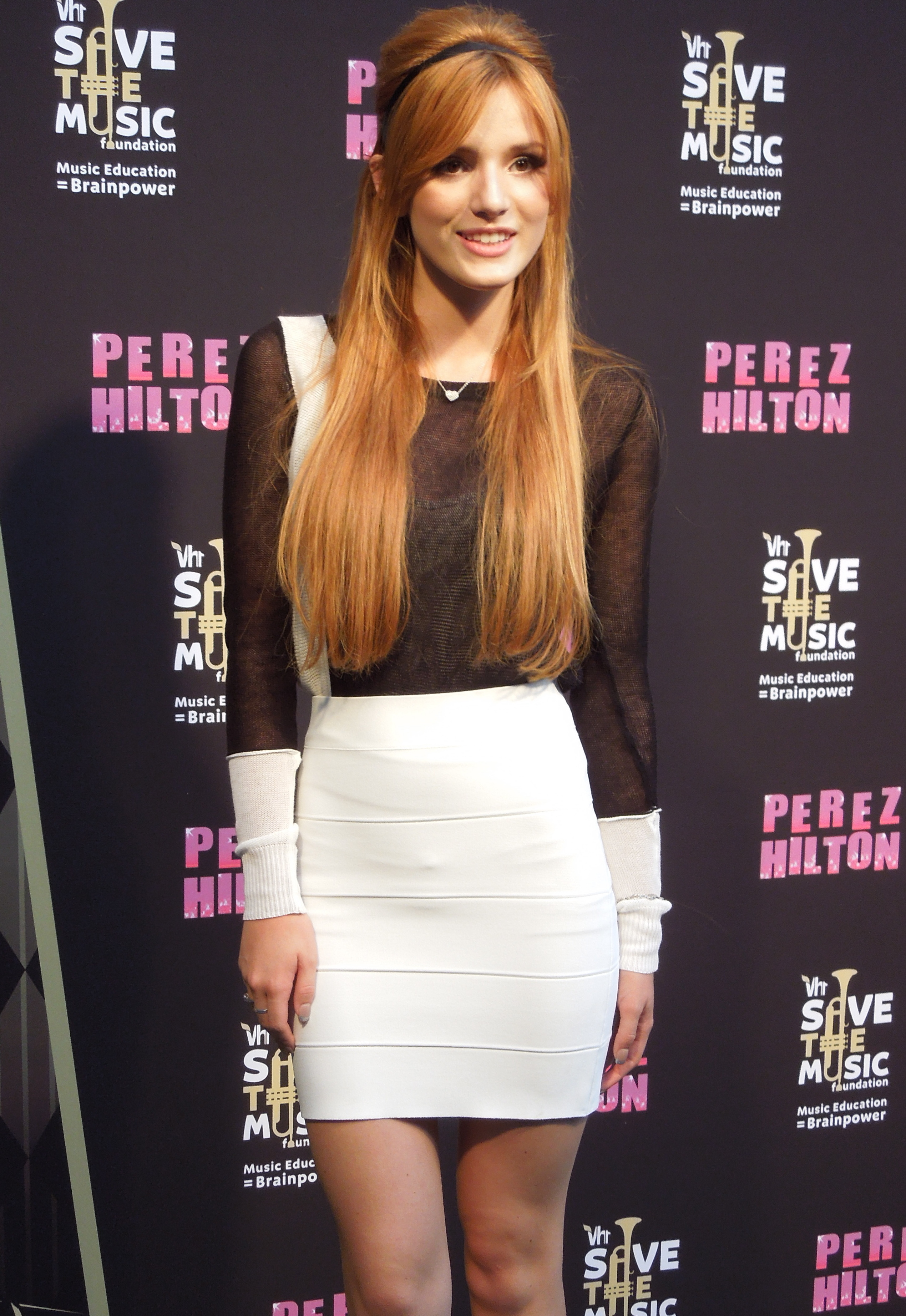
攝於2012年9月6日

2010年，索恩取代喬琳·威碧（Jolean Wejbe）於HBO影集《三棲大丈夫》中飾演比爾與芭布最小的女兒譚西·漢瑞克森。 同時，索恩主演了迪士尼原創影集《舞動青春》。劇中其飾演對於舞蹈有著極大野心，卻患有閱讀障礙的女主角希希·瓊斯。 該劇圍繞在索恩飾演之希希以及其好友小琪（辛蒂亞 飾演）在舞蹈秀（劇中秀）及其學校生活所發生的趣事。 該劇在2010年7月於好萊塢開拍，2010年11月7日正式於迪士尼頻道首播。索恩在出演該劇前，並未受過專業的舞蹈訓練，直至2009年10月正式簽約獲得角色後，索恩才開始在每天晚上上3班舞蹈課。 索恩首次為《舞動青春》原聲帶獻聲（歌曲：〈看我〉），該單曲於2011年6月21日正式發行，其於美國告示牌百強單曲榜中排行86名，於美國Top Heatseekers排行第9名，並獲得美國唱片業協會金獎。
2011年9月29日，迪士尼頻道宣布追加《舞動青春》第二季集數至26集。 2012年8月17日，該劇第二季90分鐘季終特別集“勇闖日本”（Made In Japan）正式首播。 2012年6月4日，迪士尼宣布續訂《舞動青春》第三季。 2012年，索恩與辛蒂亞於迪士尼原創電影《友情大作戰》中二度合作。 2012年3月6日，索恩再度為《舞動青春》原聲帶獻聲（歌曲：〈TTYLXOX〉），該歌曲於告示牌百強單曲榜中排行97名。 2013年3月30日，好萊塢報導通過Twitter證實索恩正式獲簽唱片合約。 7月25日，迪士尼宣布《舞動青春》將在第三季季終後，正式完結。
2013年4月23日，索恩表示其專輯《Call It Whatever》有七首歌曲。 索恩描述其專輯：「粉絲期待﹝它﹞的風格，而每個人有不同的風格，我不希望其僅僅只定型於某種風格，我所有的歌都有著不同型式，所以我不想侷限於一種風格。」

### 2014–現在：電影與書籍
2014年，索恩參演了亞當·山德勒與茱兒·芭莉摩主演的電影《當我們混在一起》，劇中其飾演山德勒的女兒。 爾後，索恩亦演出電影《亞歷山大衰到家》及《恐龍尤物》，其於此兩劇中皆飾演高中生。 2014年5月14日，其單曲〈Call It Whatever〉正式釋出。 官方音樂於5月29日在VEVO正式首播 而其歌曲於告示牌熱門舞蹈俱樂部歌曲中，從第47名爬升至第10名。 7月30日，索恩客串了CBS人氣犯罪影集《CSI犯罪現場》。 其客串第15季第4集“The Book of Shadows”，該集於2014年10月19日首播。 同年，索恩演出了《勇闖天關3》，該電影於2014年10月發行DVD。
10月15日，索恩透露其首張專輯被取消，其於11月17日釋出了EP《Jersey》。 據報導表示，索恩簽下了系列新書合約，名為《秋日瀑布》（Autumn Falls）。 索恩將與姬娜·薛域合作驚悚電影《遼闊天空》。 12月12日，索恩客串演出MTV改編自同名系列電影的影集《驚聲尖叫》。

## 私人生活
索恩的興趣包括跳舞、踢足球，也喜歡家人相處，並和她的兩隻狗（卡可犬與狼狗）、六隻貓與一隻烏龜玩。 她表示自己也是個精裝書收藏家，喜歡聽1980年代的音樂，也常常利用YouTube來讓自己進入角色。
2008年12月，索恩在地方電視台脫口秀《海灣觀點》（View from the Bay）表示父親在2007年時因車禍而逝世。
索恩在一年級時被診斷出患有失讀症（於《舞動青春》中飾演之角色亦有失讀症），因此她離開公立學校開始在家自學。索恩在參加希爾凡學習中心後，開始增進其讀與寫。 2010年4月，索恩接受美國啦啦隊雜誌關於失讀症的採訪，表示自己用盡各種方式來克服失讀症，甚至連穀類食品盒上的標籤都派上用場。
索恩現居加利福尼亞州洛杉磯。她目前是露得清的大使，並推廣無油抗痘粉葡萄柚洗面乳。
早前索恩與同樣出身於迪士尼頻道的格雷格·索金走得很近，並傳出兩人正在交往的傳聞。於2015年8月，索恩與索金共同出席2015青少年選擇獎時，證實彼此為男女朋友的事實。 2016年8月，兩人結束了一年多的戀情， 隨後，索恩便在Twitter上出櫃表示自己是個雙性戀。
2018年1月，索恩因應75屆金球獎的#TimeUp運動，在Twitter表示自己一直被性侵到14歲，直到那年她鼓起勇氣鎖上房門才漸漸的停止這種事情發生。到目前為止，索恩也不清楚是誰性侵了她。

## 作品
| 年度   | 作品                           | 角色                      | 備註                                    |
| ------ | ------------------------------ | ------------------------- | --------------------------------------- |
| 2003   | 當我們黏在一起                 |                           |                                         |
| 2007   | Craw Lake                      | 茱莉亞                    | 短片                                    |
| 2007   | 非關英雄                       | 蘇                        |                                         |
| 2007   | 盲目的野心                     | 安娜貝拉                  |                                         |
| 2007   | The Seer                       | 克萊兒·蘇（年輕時期）     |                                         |
| 2009   | Water Pills                    | 幻想中的女孩              | 短片                                    |
| 2009   | 勿忘我                         | 安潔拉·史密斯（年輕時期） |                                         |
| 2010   | 一個願望                       | 信使                      |                                         |
| 2010   | 覆盆子魔術                     | 莎拉·彼德森               |                                         |
| 2012   | 友情大作戰                     | 艾凡蓉·葛林               | 迪士尼頻道電視電影                      |
| 2012   | 辛蒂亞：幕後故事               | 自己                      | 紀錄片                                  |
| 2014   | 當我們混在一起                 | 希拉蕊“拉蕊”·弗里德曼     |                                         |
| 2014   | 亞歷山大衰到家                 | 希莉雅·羅德里格斯         |                                         |
| 2014   | 勇闖天關3                      | 卡蜜·凱海爾               |                                         |
| 2015   | 恐龍尤物                       | 梅蒂森·卡特               |                                         |
| 2015   | 手足球                         | 蘿拉（年輕時期）          | 配音                                    |
| 2015   | 青蛙王國                       | 青蛙公主                  | 美國配音                                |
| 2015   | 完美高校                       | 亞曼達                    | Lifetime電視電影                        |
| 2015   | 遼闊天空                       | 海索                      |                                         |
| 2015   | 冰雪之王                       | 潔妲                      | 配音                                    |
| 2015   | 鼠來寶4                        | 艾希莉·格雷               |                                         |
| 2016   | 掏心好友                       | 凱特                      |                                         |
| 2016   | 银河守卫队                     | 可樂                      | 配音                                    |
| 2016   | 梅迪亞萬聖節                   | 小雨                      |                                         |
| 2017   | 危險韻事                       | 荷莉·維奧拉               |                                         |
| 2017   | 辣手保姆                       | 艾莉森                    |                                         |
| 2017   | 滿足偷窺                       | 潔米                      |                                         |
| 2017   | 陰宅2                          | 貝兒·瓊斯                 |                                         |
| 2018   | 日出前讓戀愛開始（真愛趁現在） | 凱蒂                      |                                         |
| 2018   | 暗殺國度                       | 蕾根                      |                                         |
| 2018   | 我依舊看見你（I Still See You）               | 薇朗妮卡                  | 千次傷我心(靈渡凶間／陰魂未散)          |
| 2018   | Ride                           | 潔西卡                    |                                         |
| 2018   | 約翰·多諾萬的死與生            | 珍妮特                    |                                         |
| 2019   | 她和他                         |                           | 首部成人片，此作導演，於Pornhub上放映。 |
| 2021   | Time Is Up                     | Vivien                    |                                         |
| 2022   | 不留一個活口                   | Taz                       |                                         |
| 2022   | Game of Love                   | Vivien                    |                                         |
| 2023   | 注你永保青春                   | Ziva                      |                                         |
| 2023   | Rumble Through the Dark        | Annette                   |                                         |
| 待公布 | Saint Clare                    | Clare Bleecker            | 後製中                                  |

| 年度       | 作品           | 角色                  | 備註                              |
| ---------- | -------------- | --------------------- | --------------------------------- |
| 2006       | 我家也有大明星 | 小孩                  | 第3季第10集                       |
| 2007       | 橘郡風雲       | 泰勒·湯森（年輕時期） | 第4季第13集                       |
| 2007–08    | 黑金家族       | 瑪歌·達琳             | 常設角色（第2季）                 |
| 2008       | 十月之路       | 安潔拉·佛瑞莉         | 第2季第11集                       |
| 2008       | 我與我為敵     | 露西·史派菲           | 主要角色                          |
| 2009       | 為母之道       | 安妮                  | 第2季第11集                       |
| 2009       | 心靈醫師       | 艾蜜莉                | 第1季第1集                        |
| 2010       | 三棲大丈夫     | 譚西“蒂妮”·漢瑞克森   | 常設角色（第4季）                 |
| 2010       | 少年魔法師     | 南希·魯奇             | 第3季第19集                       |
| 2010–13    | 舞動青春       | 希希·瓊斯             | 主要角色                          |
| 2011       | 我愛夏莉       | 希希·瓊斯             | 第2季第13集，本劇與舞動青春交叉集 |
| 2011       | 惡作劇明星     | 自己                  | 第1季第5集                        |
| 2014       | 飛哥與小佛     | 布莉姬                | 配音，第4季第30集                 |
| 2014       | CSI犯罪現場    | 漢娜·杭特             | 第15季第4集                       |
| 2014       | 童病相連       | 黛蕾妮·蕭             | 第1季第9–10集                     |
| 2015       | 麻辣特工       | 喬莉                  | 第1季第9集                        |
| 2015       | 驚聲尖叫       | 妮娜·派特森           | 客串角色（3集）                   |
| 2017–2018  | 星光之戀       | 姵姬·透納             | 主要角色                          |
| 2019       | Speechless     | Cassidy               | 集數「P-r-o-m-p-Promposal」       |
| 2019       | Tales          | Janelle               | 集數「XO Tour Lif3」              |
| 2020       | 機器雞         | 琴·葛雷、Nermal       | 配音；集數：「Max Caenen in...」  |
| 2020       | 蒙面歌手       | The Swan              | 參賽者 (第三季)                   |
| 2021年至今 | Paradise City  | Lily Mayflower        | 主角                              |
| 2022       | 美國恐怖故事集 | Marci                 | 集數：「Drive」                   |

| 年度 | 作品             | 角色 | 備註             |
| ---- | ---------------- | ---- | ---------------- |
| 2009 | 小神探阿蒙       | 溫蒂 | 主要角色；網路劇 |
| 2010 | 我的生活我的人生 | 自己 | Teen網站紀錄片   |

| 年度 | 名聲       | 配音 |
| ---- | ---------- | ---- |
| 2006 | 聯合縮小兵 | 蟻兒 |

| 年度 | 作品           | 角色   | 備註           |
| ---- | -------------- | ------ | -------------- |
| 2015 | 愛麗絲夢遊仙境 | 愛麗絲 | 3月12日–5月3日 |

## 入圍與獲獎
| 年度 | 大獎                 | 獎項                                              | 作品                      | 結果 | 參考   |
| ---- | -------------------- | ------------------------------------------------- | ------------------------- | ---- | ------ |
| 2008 | 青年藝術家獎         | 電視影集類－最佳年輕客串女演員                    | 橘郡風雲                  | 提名 | [ 53 ] |
| 2009 | 青年藝術家獎         | 電視影集類－最佳年輕客串女演員                    | 十月之路                  | 提名 | [ 54 ] |
| 2009 | 青年藝術家獎         | 電視喜劇及戲劇類影集－最佳年輕女配角              | 我與我為敵                | 獲獎 | [ 54 ] |
| 2010 | 青年藝術家獎         | 電視影集類－最佳年輕客串女演員                    | 心靈醫師                  | 提名 | [ 55 ] |
| 2011 | 青年藝術家獎         | 電視喜劇及戲劇類影集－最佳年輕女主角              | 舞動青春                  | 獲獎 | [ 56 ] |
| 2011 | 青年藝術家獎         | 電視影集類－表現傑出年輕卡司 （與卡司群共同入圍） | 舞動青春                  | 提名 | [ 56 ] |
| 2011 | 青年藝術家獎         | 電視影集類－最佳11–15歲年輕客串女演員             | 少年魔法師                | 提名 | [ 56 ] |
| 2011 | 青年藝術家獎         | 電視影集類－最佳11–16歲年輕女配角                 | 三棲大丈夫                | 提名 | [ 56 ] |
| 2011 | 形象獎               | 電視類－最佳年輕女演員                            | 舞動青春                  | 提名 | [ 57 ] |
| 2012 | 青年藝術家獎         | 電視影集類－最佳年輕女主角                        | 舞動青春                  | 提名 | [ 58 ] |
| 2012 | 青年藝術家獎         | 電視影集類－表現傑出年輕卡司 （與卡司群共同入圍） | 舞動青春                  | 提名 | [ 58 ] |
| 2012 | 形象獎               | 電視類－最佳年輕女演員                            | 舞動青春                  | 獲獎 | [ 59 ] |
| 2012 | 美國拉丁裔媒體藝術獎 | 喜劇類－最喜愛電視女演員                          | 舞動青春                  | 提名 | [ 60 ] |
| 2013 | 青年藝術家獎         | 電視電影、迷你劇、特別篇及試播集類－最佳女主角    | 友情大作戰                | 獲獎 | [ 61 ] |
| 2013 | 好萊塢青年獎         | 最受關注獎                                        | 最受關注獎                | 獲獎 |        |
| 2014 | 好萊塢青年獎         | 花俏獎                                            | 花俏獎                    | 獲獎 |        |
| 2014 | 好萊塢青年獎         | 最佳社群媒體巨星                                  | 最佳社群媒體巨星          | 提名 |        |
| 2014 | 青少年選擇獎         | 辣妹選擇獎                                        | 辣妹選擇獎                | 提名 | [ 62 ] |
| 2015 | 肖蒂獎               | 最佳女演員獎                                      | 最佳女演員獎              | 獲獎 |        |
| 2015 | 青少年選擇獎         | 電影選擇獎－反派                                  | 恐龍尤物                  | 獲獎 |        |
| 2015 | 青少年選擇獎         | 電視選擇獎－搶鏡明星                              | 驚聲尖叫                  | 提名 |        |
| 2016 | 人民選擇獎           | The DailyMail.com超人氣獎                         | The DailyMail.com超人氣獎 | 提名 |        |
| 2016 | 青少年選擇獎         | 時尚選擇獎：熱門女明星                            | 時尚選擇獎：熱門女明星    | 提名 |        |
| 2017 | 青少年選擇獎         | 電視選擇獎：劇情類女演員                          | 星光之戀                  | 提名 |        |
| 2017 | 青少年選擇獎         | 夏季選擇獎：電影女演員                            | 陰宅2                     | 提名 |        |

## 外部連結
- 官方网站
- 貝拉·索恩的X（前Twitter）
- 貝拉·索恩在互联网电影资料库（IMDb）上的資料（英文）
- 貝拉·索恩的Facebook專頁
- 貝拉·索恩的Instagram帳戶